# Paul Bogart
Paul Bogart, nato Paul Bogoff (New York, 21 novembre 1919 – Chapel Hill, 15 aprile 2012), è stato un regista e produttore televisivo statunitense.

## Premi
Ha vinto tre Primetime Emmy Awards: due nella categoria "Outstanding Directing for a Drama Series" (1965 e 1970) e uno nella categoria "Outstanding Directing for a Comedy Series" (1978). Per tre volte, nel 1977, nel 1978 e nel 1979, ha vinto il premio Directors Guild of America Award nella categoria "Outstanding Directing – Comedy Series".

## Filmografia parziale

### Cinema
- The Three Sisters (1966)
- L'investigatore Marlowe (Marlowe) (1969)
- Il magliaro a cavallo (Skin Game) (1971)
- The House Without a Christmas Tree (1972)
- Prenotazione annullata (1972)
- Colpisci ancora Joe (Mr. Ricco) (1975)
- Oh, God! You Devil (1984)
- Amici, complici, amanti (Torch Song Trilogy) (1988)

### Televisione
- Armstrong Circle Theatre – serie TV, 35 episodi (1955-1963)
- Kraft Television Theatre – serie TV, 6 episodi (1957-1958)
- Le grandi fiabe (Shirley Temple's Storyook) serie TV, 1 episodio – (1958-1961)
- The United States Steel Hour – serie TV, 6 episodi (1960-1963)
- La parola alla difesa (The Defenders) – serie TV, 20 episodi (1961-1965)
- The Nurses – serie TV, 12 episodi (1963-1965)
- Get Smart – serie TV, 3 episodi (1965)
- CBS Playhouse – serie TV, 5 episodi (1967-1970)
- Arcibaldo (All in the Family/Archie Bunker's Place) – serie TV, 105 episodi (1975-1982)
- You Can't Take It with You – film TV (1979)
- Mama Malone – serie TV, 13 episodi (1984)
- Cuori senza età (The Golden Girls) – serie TV, 4 episodi (1985-1986)
- Il fantasma di Canterville (The Canterville Ghost), regia di Paul Bogart – film TV (1986)
- Bagdad Cafe – serie TV, 15 episodi (1990-1991)

## Premi e riconoscimenti
- Primetime Emmy Awards
  - 1965 - Migliore regia di una serie drammatica - La parola alla difesa (The Defenders), episodio The 700 Year-Old Gang
  - 1968 - Migliore regia di una serie drammatica - CBS Playhouse, episodio Dear Friends
  - 1970 - Migliore regia di una serie drammatica - CBS Playhouse, episodio Shadow Game